# Perucetus colossus
Il Perucetus colossus è una specie estinta di balena vissuta nel periodo bartoniano (medio eocene, tra i 37 e i 39 milioni di anni fa). Con una lunghezza stimata superiore a 17,0-20,1 metri e un peso compreso tra 85 e 340 tonnellate, questa specie potrebbe sottrarre all'odierna balenottera azzurra il titolo di più grande animale conosciuto mai vissuto sulla Terra, perlomeno in termini di massa. Date le dimensioni più ridotte del Perucetus rispetto alla balenottera azzurra, che può arrivare ai 28 metri di lunghezza, ciò è possibile soprattutto grazie all'incredibile spessore e densità delle ossa di questo cetaceo.
Sulla base dei fossili ritrovati, i paleontologi sono stati in grado di affermare che il Perucetus colossus fosse probabilmente un abitante delle acque poco profonde, in cui si muoveva nuotando molto lentamente, e che la sua dieta fosse verosimilmente composta da animali bentonici, come crostacei e molluschi, presenti sul fondo dell'oceano.
Al 2023, il P. colossus è l'unica specie nota del genere Perucetus.

## Storia e denominazione
L'unico esemplare di Perucetus colossus di cui sia nota l'esistenza, denominato individuo MUSM 3248, ci è noto attraverso il ritrovamento di alcune delle sue ossa - tredici vertebre, quattro costole e alcune parti della regione pelvica - scoperte nel membro Yumaque della Formazione di Paracas, sulla costa nord-occidentale del Perù, e oggi esposte al Museo di Storia Naturale di Lima, gestito dall'Universidad Nacional Mayor de San Marcos.
Il primo nome della specie, Perucetus, deriva proprio dal paese in cui è stato effettuato il ritrovamento, il Perù, mentre il secondo nome, colossus, fa riferimento alle enormi dimensioni dell'animale.

## Descrizione
Poiché sono note solamente poche vertebre del Perucetus, le stime della sua lunghezza totale variano in base al numero di vertebre di ciascun tipo di cui si presume che la sua colonna vertebrale fosse formata. Utilizzando come modello lo scheletro di un Cynthiacetus peruvianus, un altro gigantesco basilosauride vissuto tra l'Eocene superiore e l'Oligocene inferiore, che era dotato di 20 vertebre toraciche e 17 lombari, Bianucci et al. (2023) hanno stimato una lunghezza scheletrica per il Perucetus colossus pari a 20,0 metri; prendendo invece come modello scheletri di Basilosaurus isis (18 vertebre toraciche e 19 lombari) e Dorudon atrox (17 vertebre toraciche e 20 lombari) la lunghezza massima stimata è risultata leggermente maggiore, ossia pari a 20,1 metri. Prendendo invece a modello lo scheletro di un Pachycetus wardii, il basilosauride avente il minor numero di vertebre di quelli a noi noti, la lunghezza stimata per il Perucetus colossus è pari a 17,0 metri.
L'osso iliaco del P. colossus si presenta molto ridotto, ma reca ancora un cotile ben sviluppato, condizione considerata comune tra le balene ancestrali. Tale osso differisce tuttavia nella forma da quello del Basilosaurus e l'estremità prossimale dell'ilio è significativamente più robusta rispetto a quella di altri antichi Pelagiceti. Il centro delle vertebre lombari è molto allungato, come accade nei basilosaurini e nei pachicetini, senza comunque arrivare alle proporzioni dei membri più estremi di detti gruppi. Una caratteristica simile al Basilosaurus è quella di avere le estremità delle costole grandi e a forma di mazza.
La più peculiare delle caratteristiche del Perucetus colossus è il suo grado di pachiosteosclerosi, una condizione caratterizzata da ossa dense e spesse che si osserva anche nei lamantini e in altre balene primitive e che aiuta i mammiferi marini a rimanere sott'acqua senza al contempo sprofondare troppo, che risulta essere il più alto tra quelli finora riscontrati negli altri cetacei conosciuti, e l'aumento della massa ossea (BMI) ad esso associato. Basti pensare che, a causa della pachiostosi, le vertebre dell'esemplare di Perucetus colossus ritrovato sono due volte più voluminose di quelle di una balenottera azzurra lunga 25 metri, che le costole sono interamente composte da osso denso e prive della cavità midollare osservata invece nelle ossa di altri animali, e che i canali vascolari che penetrano nell'osso sono decisamente più stretti del solito, il che contribuisce ulteriormente alla natura già densa delle ossa. Bianucci e colleghi hanno anche raccolto diverse prove a sostegno del fatto che l'aumento della massa ossea non fosse il risultato di una qualche patologia, come ad esempio il fatto che l'aumento della massa ossea è distribuito uniformemente nelle ossa del Perucetus a noi pervenute e non è invece avvenuto in modo eterogeneo, come sarebbe capitato in caso di condizioni patologiche.
Il peso del Perucetus colossus potrebbe essere stato compreso tra le 85 e le 340 tonnellate, con una media di 180 tonnellate, di cui 5,3-7,6 tonnellate dovute allo scheletro: un peso scheletrico pari a circa a 2 o 3 volte quello di una balenottera azzurra lunga 25 metri. Le stime del peso si basano sulla relazione tra la massa scheletrica e quella corporea totale dei mammiferi moderni. In particolare, le balene hanno scheletri molto più leggeri rispetto alla loro massa totale, mentre mammiferi come dugonghi e lamantini da questo punto di vista sono più simili ai mammiferi terrestri, avendo scheletri molto più densi e che contribuiscono maggiormente al loro peso totale. Pur evidenziando le difficoltà nel determinare il peso dei basilosauridi, Bianucci e colleghi hanno avanzato l'ipotesi che l'aumento della massa scheletrica avrebbe potuto essere compensato da maggiori quantità di tessuto adiposo, uno dei tessuti molli meno densi. Utilizzando valori estremi nei propri calcoli, i paleontologi hanno dunque ottenuto un intervallo piuttosto ampio per la stima del peso. Basandosi sui sirenii come dugonghi e simili, è stato calcolato un peso di 85 tonnellate, mentre combinando il minor rapporto peso scheletrico/peso totale riscontrato nei cetacei con la più alta massa scheletrica stimata è stato ottenuto un peso di 340 tonnellate, con i valori medi che hanno invece restituito un peso stimato attorno alle 180 tonnellate. Ciò potrebbe indicare il Perucetus colossus come l'animale più pesante mai esistito.

## Classificazione
Il Perucetus colossus e il genere Perucetus, di cui rappresenta l'unica specie a noi nota, sono stati classificati come membri del clade dei Pelagiceti sulla base dell'alto numero di vertebre lombari con centro circolare e dell'osso iliaco particolarmente ridotto. All'interno di tale clade, la presenza di cotile (detto anche acetabolo) ben definito suggerisce una certa affinità con i membri della famiglia dei basilosauridi, quali ad esempio gli appartenenti ai generi Basilosaurus, Pachycetus, Cynthiacetus e Chrysocetus, e dei llanocetidi. In base a questo, Bianucci e colleghi hanno aggiunto il nuovo genere Perucetus proprio alla famiglia Basilosauridae.

## Paleobiologia
Le gigantesche dimensioni del Perucetus colossus e la sua elevata densità ossea rendono impossibile pensare che questo animale potesse muoversi sulla terraferma, il che è in linea con la sua classificazione come basilosauride. La pachiosteosclerosi è poi considerata un segno del fatto che il P. colossus vivesse in acque poco profonde, utilizzando questa caratteristica per controllare il proprio assetto, esattamente come fanno i lamantini al giorno d'oggi. La preferenza dell'animale per le acque poco profonde è peraltro ritenuta congruente con l'interpretazione secondo cui i basilosauridi preferivano vivere nelle acque costiere piuttosto che in mare aperto.
Sebbene la natura frammentaria dei resti a noi pervenuti renda difficile formulare affermazioni precise sulla locomozione del Perucetus colossus, dalla loro analisi i paleontologi sono comunque stati in grado di avanzare alcune ipotesi e di escluderne altre. Il centro allungato delle vertebre, ad esempio, suggerisce che, come nel caso dei lamantini ma non dei dugonghi, il P. colossus nuotasse ondulando sul proprio asse, indicando nuovamente le acque poco profonde come probabile habitat dell'animale. Le grandi dimensioni delle vertebre e la loro forma, poi, imponevano alcuni limiti allo stile di nuoto del P. colossus che sembra avesse una capacità di flettersi verso il basso, vale a dire ventralmente, piuttosto che verso l'alto o di lato. Ciò potrebbe suggerire che il Perucetus nuotasse con lenti movimenti verticali della coda, senza fare uso di movimenti laterali, come è stato peraltro suggerito anche per il Basilosaurus. In particolare, l'ampia capacità di flessione ventrale potrebbe essere stata di grande importanza per l'animale quando questo si spingeva in superficie per respirare. La funzione precisa della combinazione di pachiosteosclerosi e gigantismo non è del tutto compresa, ma potrebbe essere collegata al dispendio energetico dei movimenti ondulatori o alla capacità di immergersi per periodi di tempo più lunghi.
L'assenza di informazioni sul cranio dell'animale, e quindi sui suoi denti, fa sì che la dieta del Perucetus e il suo stile di alimentazione rimangano confinati al campo delle ipotesi che è stato possibile formulare sulla base dello stile di vita dedotto dalle parti dello scheletro a noi note. Anche se le numerose somiglianze con i sirenii hanno portato a ipotizzare una stile di vita da pascolo anche per il Perucetus, questa idea è comunque ritenuta piuttosto improbabile, poiché nessun altro cetaceo è noto per essere erbivoro. Si ritiene invece più probabile che il Perucetus si nutrisse di molluschi, crostacei e altri animali del fondale marino, sia tramite aspirazione, sia tramite filtrazione, con uno stile di vita quindi paragonabile a quello dell'odierna balena grigia. Un'altra ipotesi menzionata dai paleontologi guidati da Bianucci è poi che il Perucetus colossus sarebbe potuto essere una specie di spazzino dei mari e cibarsi delle carcasse di altri animali, come i grandi squali demersali.